# Нерсисян, Валентина Мкртычевна
Валентина Мкртычевна Нерсисян (арм. Վալենտինա Մկրտչի Ներսիսյան) (13 июля 1924, Эривань — 2009, Ереван) ― советский и армянский врач-гематолог, доктор медицинских наук (1986), профессор (1996), академик Нью-Йоркской академии, действительный член РАЕН (1999). Известна своими научными работами по проблемам иммунопродукции крови и иммуногенетики.

## Биография
Родилась 13 июля 1924 года в Эривани, Армянская ССР, ЗСФСР, СССР.
В 1942 году поступила на санитарно-гигиенический факультет Ереванского государственного медицинского института. Во время сдачи государственных экзаменов в 1949 году была репрессирована и сослана в Алтайский край, где работала в Залесовской районной больнице (1949—1952) и заведующим кишечным кабинетом поликлиники в городе Барнаул (1952—1955).
В 1955 году была реабилитирована и вернулась на родину, в том же году сдала госэкзамены и получила диплом врача.
Работала врачом в санатории «Остров Севан» (1955), в Ереванском кожно-венерологическом диспансере (1955—1957), врачом-венерологом донорского отделения (1957—1960), врачом сывороточной лаборатории (1960—1966).
В 1966 году назначена заведующей изосерологической лабораторией, в 1972 году ― заведующей отделением по изучению и стандартизации групп крови НИИ гематологии и переливания крови Министерства здравоохранения Армянской ССР, трудилась в этой должности до 1992 года.
В 1986 году защитила докторскую диссертацию на соискание учёной степени доктора медицинских наук. В 1996 году присвоено учёное звание профессора.
С 1992 года и до выхода на пенсию работала заведующей отделением иммуногематологии Республиканского гематологического центра Минздрава Армении.
Автор 182 опубликованных научных работ, среди которых 15 методических рекомендаций, 2 монографии, посвященных вопросам клинической иммуногематологии (иммунотрансфузиологии, иммунорепродукции), иммуногенетики и антропологии.
Впервые её работами армянская популяция была идентифицирована по антигенам эритроцитных, лейкоцитной (HLA) и сывороточных систем крови. Исследовала взаимосвязь фенотипа крови с такими болезнями, как системные заболевания крови, рассеянный склероз, эпилепсия, болезни Бехтерева и Рейтера, ишемическая болезнь сердца, врожденные пороки сердца. Это дало возможность выявить группы риска по отношению к тому или иному заболеванию.
Внедрила в практику родовспомогательных учреждений республики анти-D-иммуноглобулин и мощное средство иммунопрофилактики резусгемолитической болезни плода и новорожденных, благодаря применению которого в республике успешно побеждена эта болезнь.
Умерла в 2009 году в Ереване.